# Tóth-Máthé Miklós
Tóth-Máthé Miklós korábban: Tóth Miklós (Tiszalúc, 1936. július 7. – Debrecen, 2019. október 20.) József Attila-díjas magyar író, színművész.

## Életútja
Tiszalúcon született 1936. július 7-én, Tóth Miklós Gyulaként, Tóth Albert református lelkész és Máthé Izabella első gyermekeként. Három testvére Márta, Albert és Izabella. Márta súlyos betegségben hétesztendős korában elhunyt. Az elemi iskola négy osztályának elvégzése után a Sárospataki Református Gimnáziumban 1946-ban kezdte meg középiskolai tanulmányait az angol internátus bentlakó növendékeként. Erről az időszakról évtizedekkel később megírta Pecúrok című regényét, mely ma már kötelező vagy ajánlott olvasmány a református általános iskolákban. Sárospatakon öt évet töltött, majd a Debreceni Református Gimnáziumban tanult tovább, ott is kollégistaként. Vonzotta a Csokonai Színház, mely akkoriban jó társulattal és a közönség számára színes repertoárral rendelkezett. Ha csak tehette, egy-egy előadás miatt kiszökött még a szigorú fegyelmű kollégiumból is. Miskolcon, a Kilián-gimnázium esti tagozatán fejezte be középiskolai tanulmányait. Közben a Betonútépítő Vállalatnál figuránsként tevékenykedett, a Lenin Kohászati Művek területén építette az utakat és mellette a Miskolci Déryné Színház színészképző stúdiójába is járt. Részt vett az 1956-os forradalom miskolci eseményeiben. Saját versét olvasta fel a miskolci Petőfi-szobornál. Az eseményt fotón is megörökítette egy tanár barátja, aki szerencsére a képet nem adta ki a kezéből. Valamikor a rendszerváltozás után egy kiállításon – ugyanis időközben fotós lett a barátból –, egy tiszalúci asszony felismerte az egyik képen a versét felolvasó falubelijét Tóth Miklós Gyulát, és emlékezett rá, hogy az 56-os tiszalúci tüntetésen is az akkor színésznek készülődő fiatalember szavalta el a Szózatot és a Nemzeti dalt. Mindez elegendőnek bizonyulhatott volna, hogy a szovjet segítséggel levert forradalom utáni retorzióban rá is sor kerüljön, de ez nem következett be. Erről így beszélt Tóth-Máthé Miklós egy interjúban: 

„Ma már biztosan tudom, hogy abban a bosszúért lihegő sátáni önkényben, amikor több falumbeli fiatalembert is börtönbe hurcoltak, engem az Isten mentett meg. Négyszer is, mely eseteket később novellában is feldolgoztam, ahogy Figuránsok címmel megírtam az 56-os regényemet is. Két kiadásban is megjelent ez a művem, mely tisztelgés az egyszer volt »magyar októberi tavasz« előtt, amit ugyan hamar befagyasztott a szovjet tél, de a szívünkben mi győztünk.”

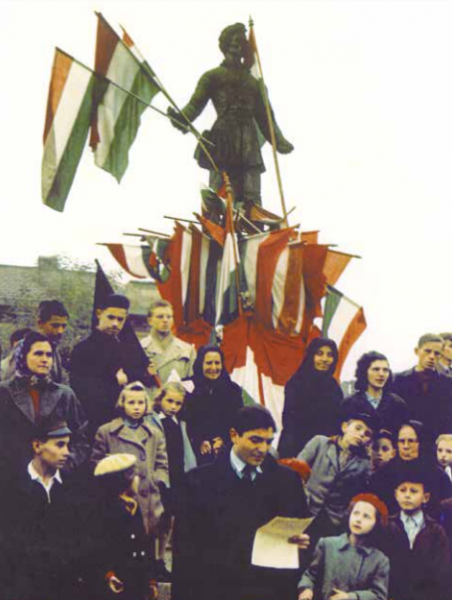
1956, Miskolc

1957-ben legalább háromezer jelentkező közül – 1956-ban nem indult évfolyam – felvették a Színház- és Filmművészeti Főiskola színész tanszakára. Huszonkilencen kezdték két osztályban és tízzel kevesebben diplomáztak 1961-ben. Többek között évfolyamtársai voltak Sztankay István, Petényi Ilona, Majczen Mária, Linka György, Szilágyi István, Mécs Károly, Szokolay Ottó, Pap Éva, Sólyom Ildikó. Tanárai közül Sulyok Máriára, Pártos Gézára, Básti Lajosra és az intézmény főigazgatójára, Olthy Magdára gondol vissza jó szívvel, szeretettel.

Kilenc esztendeig vidéki és fővárosi színházakban játszott (Veszprém, Békéscsaba, Győr, Thália és Vígszínház), majd pályát módosítva az írásra tért át. Tóth Miklós színművészből – hiszen a diplomájában és a plakátokon is így szerepelt – Tóth-Máthé Miklós író lett. Mi indokolta valójában ezt a névváltással is járó pályaelhagyást? – kérdezett rá ugyancsak egy interjúban az újságíró. 

„A névváltozásra könnyen válaszolhatok – mondta Tóth-Máthé Miklós –, mert az eredeti, színészként használt nevem már egy idősebb író által foglalt volt. Nekem kellett hát más néven publikálnom, és már az első megjelent novellámat is Tóth-Máthé Miklósként jegyeztem. Évekig csak írói névként, később azonban azonban felvettem hivatalosan is. Adózva ezáltal a Máthé-ágon megannyi prédikátor ősöm emlékének is. A lényeget tekintve azonban és ma már meggyőződésem, Isten akarta, hogy íróvá váljak. Mintha azt sugalmazta volna, hogy elég volt a komédiázásból, fiam, valami mást, inkább nekem tetszőbbet bíznék rád, amiben nagyobb hasznodat veszik mások is. Ha rám hallgatsz, nem csinálsz rossz cserét. Istennek mint mindig, ebben is igaza volt! De azért a bennem lévő színészt sem tagadtam meg, hiszen nagy segítségemre van, különösen a drámáimnál. Melyekben már nemcsak egy-egy szerepbe kell »belebújnom«, átélnem, de mindegyikbe. Hogy ha mások által is, de hitelesen szólaljanak meg a színpadon.”

1964-ben még színészként változás állt be a magánéletében is. Feleségül vette Bakó Évát, akitől egy lánya, Márta született. Házasságuk tizenhárom év múltán válással végződött. Második felesége, dr. Kováts Enikő (gyermekorvos, gyermekpszichiáter), aki nemcsak társra, hanem múzsája is lett. Három gyermekük Miklós, Imola, Máté. Ebben a házasságban teljesedhetett ki írói munkássága. Tóth-Máthé Miklós életének legnagyobb tragédiája, hogy Enikő 2003-ban, ötvenhat évesen elhunyt. Az író Hiányod hűsége című verseskönyvével és Az angyalokat hajnalban visszahívják (életünk könyve) visszaemlékezésével állított emléket neki. Egyik írásában így szólva felejthetetlen hitveséről: 

„Senki se higgye, hogy halálával távol kerültünk egymástól, hiszen lelki jelenlétét változatlanul érzem. Ahogy életében, most is a segítségemre van odaátról, ezért minden alkotásomat azóta is neki ajánlom. Neki, akiről most már nagyon is tudom, hogy az egyetlen nő volt az életemben, aki önmagánál is jobban szeretett.”

## Színházi szerepeiből
- Anton Pavlovics Csehov: Három nővér – Soljonij
- Carlo Goldoni: A fogadósné – Ripafratta lovag
- Arthur Miller: Édes fiaim – dr. Jim Baylis
- Victor Hugo: Marion de Lorme – XIII. lajos
- Nyíri Tibor: Alacsony mennyezet – Sondor Andris
- Fejes Endre: Rozsdatemető – Sápadt Béla
- Vörösmarty Mihály: Csongor és Tünde – tudós
- Jókai Mór – Török Tamás: A fekete gyémántok – Szaffrán Péter
- Jókai Mór – Földes Mihály: A kőszívű ember fiai – Haynau
- Mesterházi Lajos: A tizenegyedik parancsolat – tanító
- Felkai Ferenc: Madách – vizsgálóbíró

## Filmszerepei
- Lássátok feleim
- Fény a redőny mögött
- A múmia közbeszól
- A Hamis Izabella

## Művei
- A csokornyakkendős (novellák) 1980
- Isten trombitája, „Megszámlálta futásodat” (kisregények) 1981
- Nábót szőlője (novellák) 1985
- A szabadság nótáriusa (történelmi regény) 1987
- Tapshoz kérem a szereplőket (novellafüzér) 1988
- Világszám (novellák) 1988
- Pecúrok (regény) 1989
- Az igazságtevő (novellák) 1989
- A fekete ember (három dráma) 1989
- Élet zsoltárhangra (történelmi regény) 1990
- Szekérsirató (novellák Vencsellei István fotóival) 1991
- Hamu a sörben (novellák) 1991
- Dobszóló a naprendszerben (szatirikus írások) 1992
- Méliusz (történelmi dráma) 1994
- Figuránsok (regény) 1994
- A csalódott Lebvnyegi (humoreszkek, jelenetek) 1994
- Krisztus-kereszt (novellák, egyfelvonásosok) 1995
- Romrázók (regény) 1997
- Trans la seĝo (A széken túl) (novellák eszperantóul Papp Tibor fordításában) 1997
- Anyám könyve (visszaemlékezés) 1997
- Hamlet építkezik (novellák, karcolatok) 1998
- Lomtalanítás (válogatott novellák) 1998
- Édenkeresők (novellák Katona Bálint fotóival) 1999
- Miként a csillagok (négy történelmi regény) 2001
- Megírod, apa? (gyermekeim könyve) 2001
- Múlt időben (emlékkönyv Tiszalúcról) 2003
- Életnek világossága (novellák bibliai témákra) 2005
- Hiányod hűsége (versek) 2006
- Az angyalokat hajnalban visszahívják – életünk könyve (visszaemlékezés) 2008
- Tűz és kereszt (hét történelmi dráma egy kötetben) 2010
- A nagyrahivatott (történelmi dráma (2010)
- Öt kenyér és két hal (novellák bibliai témákra) 2012
- A rögöcsei csoda (hat komédia egy kötetben) 2013
- Kossuth papja (történelmi regény) 2013
- A pap fia (versek és válogatott novellák) 2015
- Számadással Istennek tartozom (regény Kálvin Jánosról) 2017

## Bemutatott drámái
- Két nap az akácosban (színmű), Békés Megyei Jókai Színház, 1977
- A fekete ember (történelmi dráma), Debreceni Csokonai Színház, 1984
- A zsoltáros és a zsoldos (történelmi játék egyfelvonásban), a Magyar Reformátusok II. Világtalálkozójának megnyitó ünnepségén a budapesti Kisstadionban, 1991, színházi bemutatója Budaörsi Játékszín, 2003
- Méliusz (történelmi dráma), a Szenci Molnár Albert-templomszínház bemutatója Debrecenben, 1996
- Négy egyfelvonásosának felolvasó színpadi bemutatója, Debreceni Csokonai Színház, 1999
- Tűz és kereszt (történelmi dráma), IV. (Kun) Lászlóról, a Nagyváradi Állami Színház Szigligeti-társulatának bemutatója 2000. október 15-én a kőszínház felavatásának 150. évfordulóján. A dráma a magyar nyelvű hivatásos színjátszás 200. jubileumára 1998-ban kiírt drámapályázat díjnyertes műve
- Rodostó (történelmi dráma egyfelvonásban), 2003. Előbb Kassán augusztusban szabadtéri előadásban, majd októberben a Budaörsi Játékszínben párban A zsoltáros és a zsoldossal
- Én, Károli Gáspár (monodráma), debreceni Csokonai Nemzeti Színház, 2009
- A rögöcsei csoda (komédia), Debreceni Csokonai Színház, 2013
- A nagyrahivatott (történelmi dráma), Esztergomi Várszínház, 2015

## Televíziós munkái
- Haláli történetek (négy novellájának televíziós változata az Új Nyitott Könyv produkcióban, M1 Televízió)
- Tebenned bíztunk eleitől fogva (videofilm a Magyar Reformátusok II. Világtalálkozójára, forgatókönyvíró)
- Ady Endre ébresztése (riportfilm, amiben előadóművészként vállalt szerepet)
- Tűz és kereszt (történelmi drámájának televíziós változata, MTV2
- A rögöcsei csoda (komédiája televíziós változatának forgatókönyvírója, Debreceni Televízió)
- Kossuth papja (regénye televíziós változatának forgatókönyvírója, Debreceni Televízió).

## CD-lemezei
- Kín és dac (versek Ady Endrétől, szerkesztő, előadóművész), 1998
- Vitéz Mihály ébresztése (Csokonai-műsora, szerkesztő, előadóművész), 2004

## Szakmai szervezetek, melyeknek tagja
- Magyar Alkotók Országos Egyesülete (MAOE)
- Magyar Írószövetség
- Magyar Újságírók Közössége (MUK)
- Protestáns Újságírók Szövetsége (Prusz)

## Díjai, elismerései
- Hajdú-Bihar megye Kölcsey-díj (1996)
- Tiszalúc díszpolgára (1999)
- Holló László-díj (2004)
- Károli Gáspár-díj (2006)
- Petőfi Sándor Sajtószabadság-díj (2009)
- Tiszalúcért Hűség díj (2011)
- A Magyar Érdemrend tisztikeresztje (2015)
- Rát Mátyás-díj (2016)
- József Attila-díj (2018)